# Porcellionides variabilis
Porcellionides variabilis is een pissebed uit de familie Porcellionidae. De wetenschappelijke naam van de soort is voor het eerst geldig gepubliceerd in 1926 door Jackson.